# Harry Greb
Edward Henry Greb, detto Harry (Pittsburgh, 6 giugno 1894 – Atlantic City, 22 ottobre 1926), è stato un pugile statunitense.
Soprannominato "The Pittsburgh Windmill" ("La turbina di Pittsburgh"), nel corso della sua breve ma intensissima carriera combatté un totale di 298 incontri divenendo campione americano dei pesi mediomassimi dal 1922 al 1923 e campione lineare dei pesi medi dal 1923 al 1926. A dispetto del suo peso naturale, affrontò alcuni dei più validi pugili della sua epoca, arrivando a gareggiare anche tra i pesi massimi. Fu inoltre l'unico a sconfiggere Gene Tunney, contro il quale si misurò in cinque incontri, prima che il suo avversario diventasse campione mondiale dei pesi massimi.	
Nel 1921, durante un incontro che lo vide opposto a Kid Norfolk, subì un grave infortunio alla retina che gli causò più tardi cecità totale all'occhio destro. Malgrado tale disagio continuò a combattere ancora per diversi anni ma ciò gli rese la vita fuori dal ring, già di per sé dedita all'eccesso e alla trasgressione, difficoltosa. Nel 1926, dopo essere stato detronizzato da Tiger Flowers, si sottopose a un delicato intervento di settoplastica – per sistemare le difficoltà respiratorie causate dai danni subiti durante la sua carriera sul ring e in vari incidenti d'auto – ma non si risvegliò più dall'operazione e morì all'età di 32 anni.

## La carriera
Nato Edward Henry Greb da Pius e Annie Greb, divenne pugile professionista nel 1913, combattendo principalmente nella città natale di Pittsburgh.
Nel 1915, a 21 anni, era già inserito nel giro dei pugili che combattevano contro i migliori pesi medi del mondo. Tra questi ultimi Greb affrontò l'hall famer Tommy Gibbons e il campione del mondo in carica Gorge Chip, da cui Greb fu sconfitto nel 1915 e nel 1916 in incontri non validi per il titolo. Greb perse per “newspaper decision”, il verdetto dei giornali (al tempo, l'emissione di un verdetto ufficiale al termine degli incontri era proibita, così l'opinione della stampa che seguiva l'incontro determinava il vincitore). Greb avrebbe più tardi vendicato queste sconfitte.
Greb combatté 37 volte nel solo anno 1917 (un record), vincendo 34 degli incontri sia ufficialmente che non. Tra le vittime di quell'anno ci furono il campione del mondo dei mediomassimi Battling Levinsky (in un match non valido per il titolo), il precedente campione mondiale dei mediomassimi Jack Dillon, il campione del mondo dei medi George Chip e il peso massimo Willie Meehan, che poco prima aveva battuto il futuro campione dei massimi Jack Dempsey.
A dispetto di tutti questi sorprendenti successi, gli fu negata la possibilità di combattere per un titolo. Nel febbraio 1918, una perdita in un verdetto “newspaper” contro Mike O'Dowd, che nel corso dell'anno avrebbe vinto il titolo mondiale dei medi, non lo aiutò ad ottenerla.
In quel periodo, Greb avrebbe battuto anche il futuro campione dei mediomassimi Mike McTigue, gli sfidanti al mondiale dei massimi Gunboat Smith, Billy Miske e Bill Brennan, e avrebbe sconfitto Battling Levinsky altre cinque volte. Levinsky era il campione mondiale in carica dei mediomassimi.
Nel 1921, nel corso di un combattimento con il coriaceo mediomassimo Kid Norfolk (pseudonimo di William Ward), Greb fu colpito dal pollice dell'avversario nell'occhio destro e si pensa che abbia subito il distacco della retina, che lo rese cieco in modo permanente a quell'occhio (in seguito avrebbe gradualmente perso parte della vista anche nell'altro occhio, condizione che lo portava ad andare a letto senza più spegnere la luce).
Però Greb proseguì l'incontro e lo vinse con un KO all'11º round, ottenendo finalmente di combattere in una sfida per un titolo.
Il 23 marzo 1922 Harry Greb incontrò Gene Tunney, allora imbattuto campione d'America dei mediomassimi (il titolo mondiale in quel momento apparteneva al francese Georges Carpentier). Al termine di 15 round Tunney era una maschera di sangue e Greb il nuovo campione. Fu quella l'unica sconfitta della carriera di Tunney, futuro campione mondiale dei massimi e uno dei più grandi pugili di tutti i tempi.
Dopo aver difeso il titolo contro Tommy Loughran, Greb concesse la rivincita a Tunney. Con un combattutissimo match svoltosi al Madison Square Garden nel febbraio del 1923, Tunney si riprese il titolo ai punti.
I due si sarebbero incontrati altre tre volte, una per la bella del titolo dei mediomassimi, vinta di nuovo da Tunney ai punti in 15 round, e due con incontri “no decision”, nel primo dei quali Greb fu dichiarato vincente da due giornali su tre. Poiché Tunney vinse nettamente il secondo, Greb gli disse che non voleva più incontrarlo perché ormai aveva visto che Tunney era migliore di lui. I due diventarono grandi amici.
Tunney avrebbe proseguito fino a battere Jack Dempsey e a conquistare così il mondiale dei massimi. Greb rimase l'unico uomo ad aver battuto Tunney, che più tardi sarebbe stato tra i portatori della bara ai funerali di Greb.
Un mese dopo aver restituito il titolo americano dei mediomassimi a Tunney, Greb affrontò il campione mondiale dei pesi medi Johnny Wilson con il titolo in palio. Greb vinse agevolmente ai punti in 15 round.
Greb avrebbe difeso il titolo quattro volte, di cui la più notevole fu contro il campione mondiale in carica dei welter Mickey Walker, che batté ai punti nel luglio 1925.
Walker, un grande pugile che l'anno seguente avrebbe vinto anche il titolo dei medi, si imbatté in Greb in un nightclub dopo il loro incontro e, secondo la leggenda, fu improvvisata una rivincita sul posto. Greb mise facilmente KO Walker.
A 32 anni Greb aveva superato l'apice della propria carriera, quando fu sfidato per il titolo mondiale dei medi dall'astuto mancino Tiger Flowers, al Madison Square Garden nel febbraio 1926.
Flowers, che era uno specialista della difesa, respinse bene gli attacchi del “gatto selvaggio” e vinse ai punti con un verdetto controverso, conquistando il titolo mondiale. Sei mesi più tardi, nella rivincita, Flowers batté di nuovo Greb allo stesso modo – con un verdetto ancora più controverso del precedente – in quello che fu l'ultimo combattimento di Greb.
In quei giorni Grab ebbe un ripensamento sulla propria carriera, e dichiarò che si sarebbe ritirato in seguito alla seconda sconfitta con Flowers.
Avendo rifiutato un lavoro come sparring partner di Jack Dempsey nella preparazione del primo match Dempsey-Tunney (Greb dichiarò: “Mi sentirei un ladro a prendere i soldi di Jack. Nessuno può metterlo in condizioni di battere Gene”, e aveva ragione), Greb si ricoverò in una clinica chirurgica di Atlantic City per sottoporsi ad un'operazione al naso che avrebbe dovuto sistemargli le difficoltà respiratorie causate dai danni subiti durante la sua carriera sul ring e in vari incidenti d'auto.
A causa di complicazioni, tuttavia, Greb morì il 22 ottobre 1926 senza più svegliarsi dall'anestesia.
Greb fu sepolto nel Calvari Cemetery di Pittsburgh, Pennsylvania.
Il resoconto ufficiale della carriera di Harry Greb è di 106 vittorie, 8 sconfitte e 3 pareggi, ma includendo anche le “newspaper decision” gli incontri diventano quasi 300 con 260 vittorie.

## Lo stile
Dotato di uno stile di combattimento altamente aggressivo, era in possesso di una notevole velocità di mani grazie alla quale aggrediva gli avversari con le sue caratteristiche raffiche di pugni. Pugile elusivo e maestro del gioco di gambe, si fece altresì notare per la sua boxe sporca e per l'utilizzo di tecniche di dubbia regolarità. In quasi 300 incontri disputati tra il 1913 e il 1926, fu fermato prima del limite in sole due occasioni, entrambe contro rivali di stazza ben più elevata. 
Greb aveva uno stile di combattimento tra i più aggressivi che si siano mai visti, era straordinariamente veloce e seppelliva gli avversari con inarrestabili tempeste di pugni. Era anche un maestro nell'utilizzare scorrettezze di ogni genere, dai colpi di striscio all'usare i bordi o i lacci dei guantoni per ferire gli avversari. Fu spesso ripagato della stessa moneta e, all'insaputa della stampa, continuò a combattere anche se diventato cieco ad un occhio, a causa di una lesione subìta durante un incontro.
"The Pittsburgh Wildcat", il gatto selvaggio di Pittsburgh, così era anche soprannominato a causa della furia con cui aggrediva gli avversari, era anche estremamente resistente, avendo subìto due sole sconfitte prima del limite in un numero di incontri tra i più alti mai sostenuti da un pugile. La prima accadde al suo 7º incontro, e la seconda tre anni più tardi, quando si ruppe il radio del braccio destro. Greb finì il round, ma non fu in grado di proseguire l'incontro.

## Riconoscimenti
La maggior parte degli storici della boxe considera Greb il migliore peso medio di ogni epoca, considerandolo anche tra i 10 o 20 migliori mediomassimi di sempre, a dispetto del suo peso naturale di 160 libbre (72 kg). Annoverato tra i più grandi pugili nella storia della disciplina, occupa la 7ª posizione della classifica dei "più grandi pugili degli ultimi 80 anni", stilata da The Ring, e la 1ª in quella dei "più grandi pesi medi di sempre", della International Boxing Research Organization. Il portale BoxRec lo ha invece incluso nella classifica dei "migliori pesi medi di sempre" e "migliori pugili pound for pound di tutti i tempi", rispettivamente al 3º e al 17º posto.
Fu eletto Fighter of the year (pugile dell'anno) dalla rivista statunitense Ring Magazine nel 1922 e nel 1924. L'incontro valido per il titolo americano dei mediomassimi in cui batté ai punti Gene Tunney venne nominato Ring Magazine fight of the year per il 1922. La rivincita, valida per il titolo americano dei mediomassimi, in cui fu sconfitto ai punti da Gene Tunney, venne nominata Ring Magazine upsets of the year per il 1923. L'incontro valido per il titolo mondiale dei medi in cui batté ai punti Mickey Walker venne nominato Ring Magazine fight of the year per il 1925.
La International Boxing Hall of Fame lo ha riconosciuto fra i più grandi pugili di ogni tempo.